# U-83 (1940)
U-83 – niemiecki okręt podwodny typu VII B z okresu II wojny światowej. Okręt wszedł do służby w 1941 roku.

## Historia
Zamówienie na kolejny okręt podwodny typu VII B zostało złożone w stoczni Flender-Werke w Lubece 3 czerwca 1938. Rozpoczęcie budowy okrętu miało miejsce 5 października 1939. Wodowanie nastąpiło 9 grudnia 1940, wejście do służby 8 lutego 1941. U-83 był jedynym okrętem typu, który pozbawiony był rufowej wyrzutni torpedowej.
Okręt wszedł w skład 1. Flotylli Okrętów Podwodnych, w ramach której stacjonował w Kilonii i Breście. Przez pierwsze miesiące służby wykorzystywany do treningu nowej załogi.
U-Boot służył głównie na Morzu Śródziemnym. Odbył 11 patroli bojowych, podczas których zatopił 5 jednostek nieprzyjaciela o łącznej pojemności 8425 BRT, statek pułapkę HMS „Farouk” (dwumasztowy szkuner, 460 BRT). Dodatkowo uszkodził brytyjski frachtowiec (2 590 BRT) i okręt pomocniczy HMS „Ariguani” – jednostkę wyposażoną w katapultę startową z samolotem myśliwskim (fighter catapult ship).
U-83 został zatopiony 4 marca 1943 roku w wyniku ataku za pomocą bomb głębinowych samolotu Lockheed Hudson. Zginęła cała, 50-osobowa, załoga.